# Sigrid Terstegge
Sigrid Terstegge (* 3. Juni 1960 in Münster) ist eine ehemalige deutsche Volleyballnationalspielerin und Volleyballerin des Jahres 1986.
Von 1976 bis 1990 war Sigrid Terstegge Volleyballspielerin in der Bundesliga beim USC Münster, mit dem sie in den Jahren 1980 und 1981 Deutscher Meister wurde. 1984 nahm sie mit der bundesdeutschen Nationalmannschaft an den Olympischen Spielen in Los Angeles teil und belegte dort den sechsten Platz. 1986 wurde sie zu Deutschlands Volleyballerin des Jahres gewählt.
Die 353-fache deutsche Nationalspielerin lebt heute in Kiel. Sie ist verheiratet und arbeitete als Zahntechniker-Meisterin.